# Microplitis latistigmus
Microplitis latistigmus är en stekelart som beskrevs av Muesebeck 1922. Microplitis latistigmus ingår i släktet Microplitis och familjen bracksteklar. Inga underarter finns listade i Catalogue of Life.